# Brovalija
Brovalija (lat. Browallia), biljni rod iz porodice krumpirovki (pomoćnica, Solanaceae). Postoji dvadesetak vrsta jednogodišnjeg bilja i polugrmova u tropskoj Amnerici, od Meksika do Bolivije i Kariba.
Rod je prvi puta opisan u Species Plantarum 2: 631. 1753.

## Vrste
1. Browallia abbreviata Benth.
2. Browallia acutiloba A. S. Alva & O. D. Carranza
3. Browallia albiantha S. Leiva & Tantalean
4. Browallia americana L.
5. Browallia amicora S. Leiva
6. Browallia carabambae S. Leiva
7. Browallia coalita S. Leiva
8. Browallia condornadae S. Leiva
9. Browallia corongoana S. Leiva & Tantalean
10. Browallia dilloniana Limo, K. Lezama & S. Leiva
11. Browallia eludens Van Devender & P. D. Jenkins
12. Browallia guzmangoa S. Leiva
13. Browallia longitubulata S. Leiva
14. Browallia mionei S. Leiva & Tantalean
15. Browallia mirabilis S. Leiva
16. Browallia pallascana S. Leiva, J. Jara & Tantalean
17. Browallia plazapampae S. Leiva & Tantalean
18. Browallia salpoana S. Leiva
19. Browallia sandrae S. Leiva, Farruggia & Tepe
20. Browallia speciosa Hook.
21. Browallia termophylla S. Leiva, Tantalean & Peláez
22. Browallia tingo-mariae S. Leiva
23. Browallia truxillana S. Leiva, Flórián & Tantalean